# Mushtaq Ahmed (hockeista su prato 1928)
Mushtaq Ahmad (Amritsar, 28 agosto 1928 – Londra, 23 aprile 2011) è stato un hockeista su prato pakistano. Ha rappresentato il Pakistan ai Giochi olimpici estivi di Roma 1960, vincendo la medaglia d'oro.

## Palmarès
- Giochi olimpici

Roma 1960: oro